# 城市管理执法

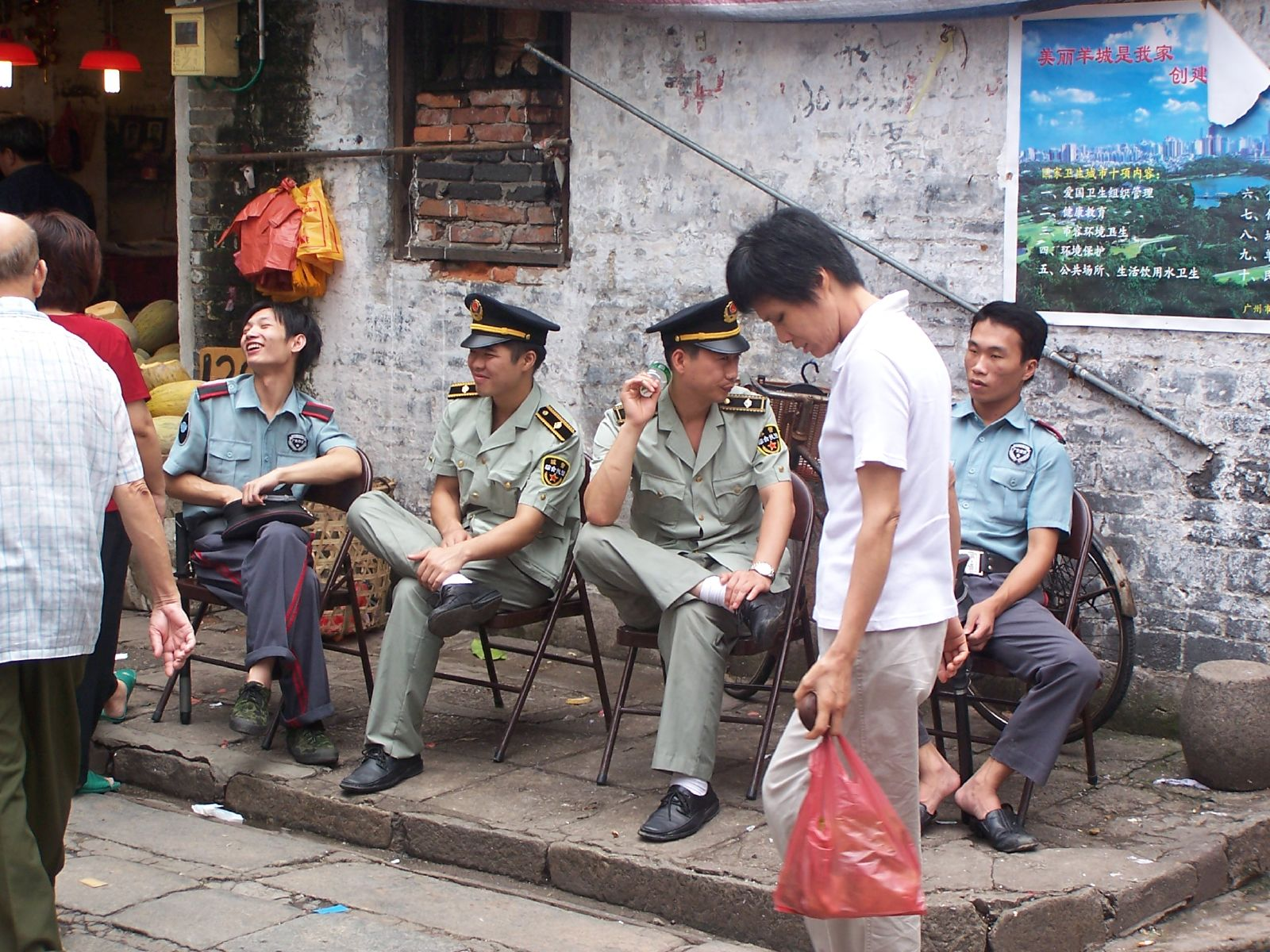
广州市的城管执法队员

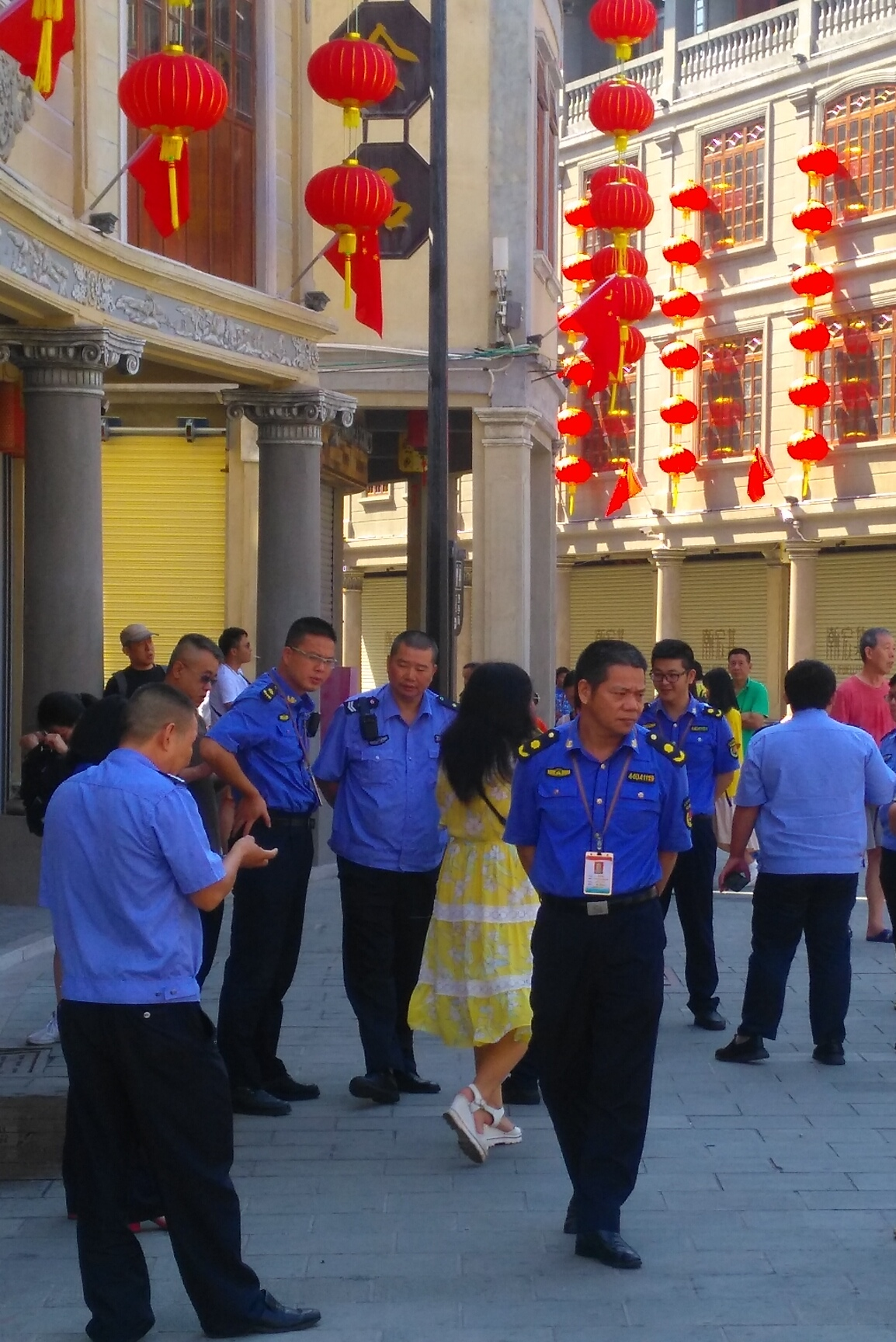
城管执法队员在汕头市小公园执行任务

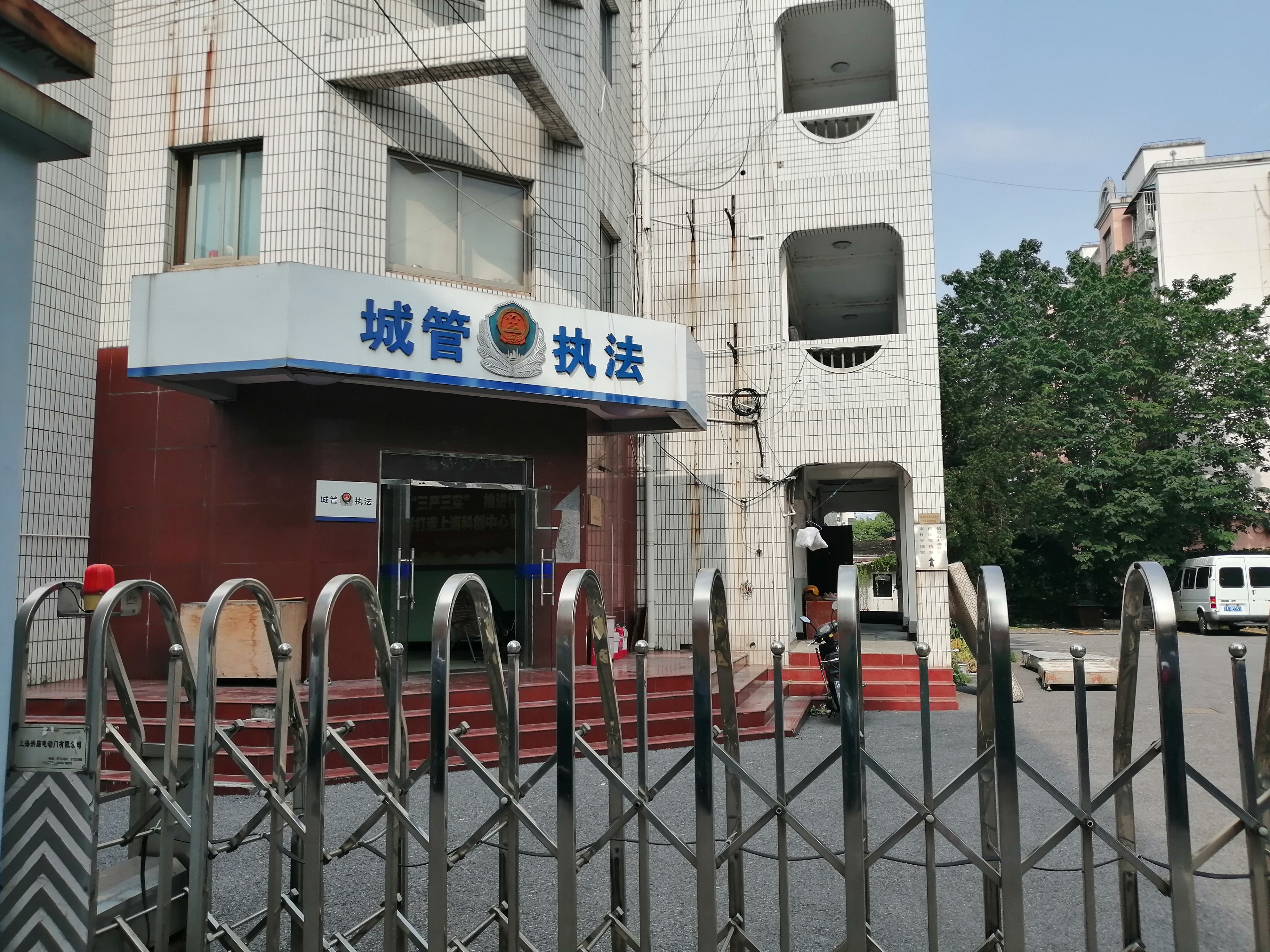
一个设在上海市杨浦区的城管执法所

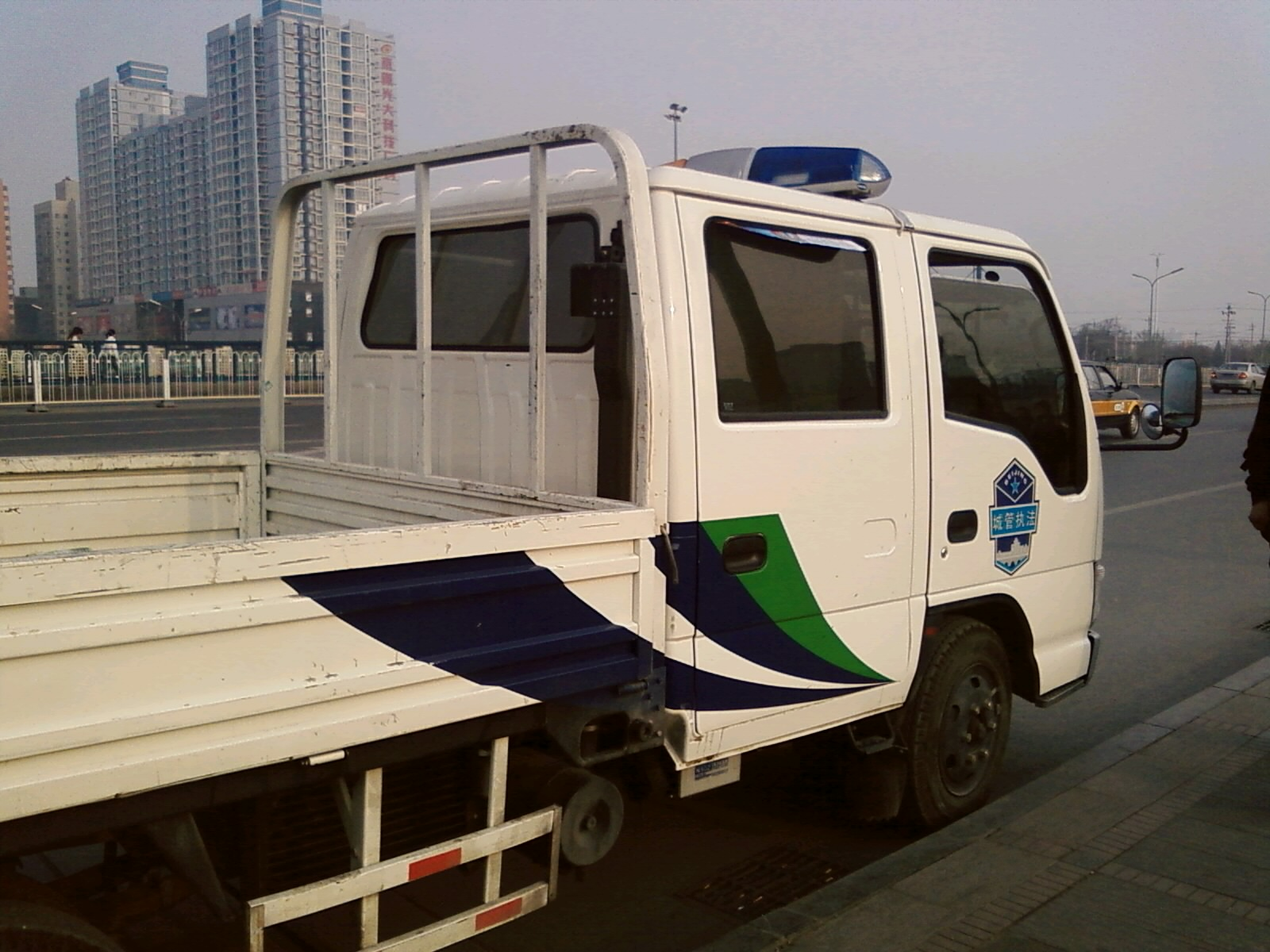
一辆在北京的城管执法车辆，这种卡车一般用来盛放运输被罚没的物品

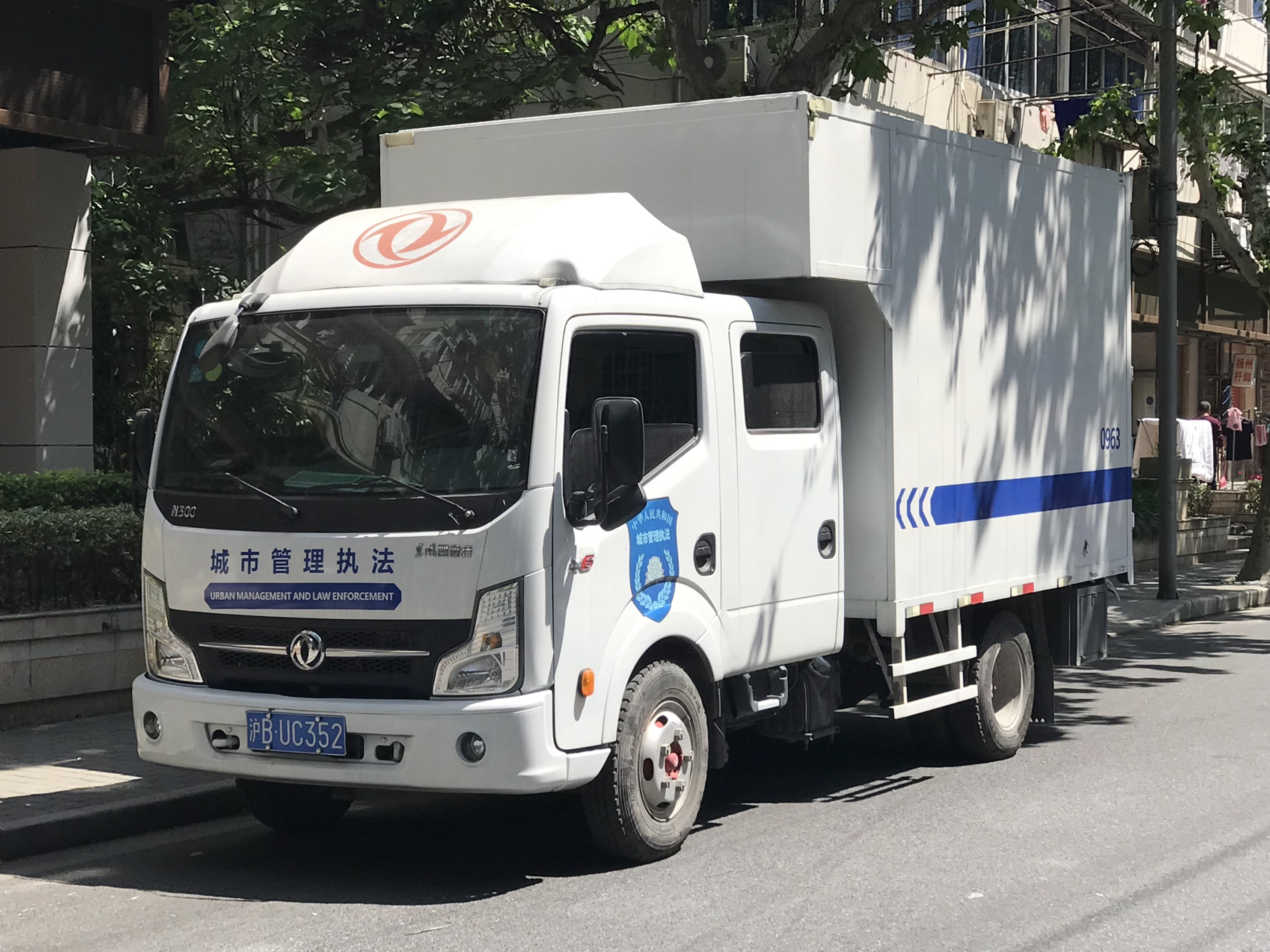
一辆在上海的城管执法车辆

城市管理执法，简称城管，是中华人民共和国城市管理中负责综合行政执法的部门。
城管执法制度经历了从城建监察大队，到城市管理监察大队、城市管理监察办公室、城市管理综合行政执法局、城市管理综合行政执法监察局，再到城市管理执法队伍的发展。
2017年，中华人民共和国住房和城乡建设部公布《城市管理执法办法》，城市管理执法人员属于行政执法类公务员，通过公务员考试并接受正规训练后，按照局、队的执法人员编制而调配，全面清退城管部门内的临聘人员。
2021年新版《行政处罚法》审议通过，明确国家在城市管理领域推行建立综合行政执法制度，相对集中行政处罚权。

## 历史

### 商朝
《韩非子·内储说上》“殷之法，弃灰于道者断其手。”弃灰于街道上的人，会受到断手的严惩。

### 周朝
在周代，城管称之为胥，在岗时都得带着鞭子或兵杖，遇到乱停乱放、占道经营不服从管理这类事，往往执鞭抽打，挥杖追赶。
周代实行坊市制度（将市场与住宅区域分离从而减少经营对正常生活的影响）《周礼·地官司徒第二》中“司市”条称，“凡市入，则胥执鞭度守门。”鞭子大家都知道，“度”可能有的读者不是太明白，这种“度”又叫“殳”，系古代一种兵杖，用竹子或木板做成，有棱无刃，长约一丈二尺长，其威慑力与今天的警棍是一样的，虽然一下子打不死，但却也致死，因此颇具威慑力。
“毋坏屋，毋填井，毋伐树木，毋动六畜，有不如令者，死无赦。”西周时期的《伐崇令》对乱砍乱伐进行了规定。

### 秦汉时期
《汉书·五行志》也说：“秦连相坐之法，弃灰于道者黥。”黥，是在人脸上刺字并涂墨之刑，与断手之刑相比虽轻，但仍很酷烈。 
据《史记》记载，“三十三年, 发诸尝逋亡人，赘婿、贾人略取陆梁地，为桂林、象郡、南海，以谪遣戍。”商人被送去充军，连商人的子孙后代也要充军，“先发吏有谪及赘婿、贾人，后以尝有市籍者，后又以大父母，父母尝有市籍者，后入闾取其左”。在这种严重抑商政策下，地摊无从发展。 
《秦律·田律》规定“春二月，毋敢伐材木山林及雍（壅）堤水。不夏月，毋敢夜草为灰，”对砍伐树木山林，焚烧草木，堵塞水道等作出明确规定。
而后到汉代坊市制进一步完善，坊市布局比较规则齐整，汉代长安城内“街衢洞达，闾阎且千，九市开场，货别隧分，人不得顾，车不得旋，阗城溢郭，傍流百廛，红尘四合，烟云相连”。 汉武帝之后，汉朝的经济制度逐渐重农轻商，对从事工商的人士征收重税，甚至对入市营业的商人也设限，不是随便什么人都能做买卖。 

### 唐朝
到了唐代，集市设有市令官，主要管理市场交易，并规定午时击鼓三百下，商人始能入市。日落前三刻击钲三百而散市。 
长安实行严格的坊市制度， 商住分离，不得越界，市是工商业活动场所， 坊是封闭的生活社区。市内的商家按商品种类区分，排列在规定地点，所以，没有固定场所的的摆摊经营模式很难以大量存在。而且，唐朝禁止农民自由进入城市，这也导致长安难以出现售卖农产品的小商贩。 
《唐律》中还规定：“距府十丈无市，商于舍外半丈，监市职治之”，就是说摆摊设点至少要远离政府办公地30米，也不能离民房太近，要在1.5米以外，由监市负责督管。同时，对占道经营有严厉的惩罚：《故唐律疏议卷第二十六杂律》中规定“诸侵巷街阡陌者，杖七十；若种植垦食者，笞五十。各令复故。”挨打后，还要把街道恢复原状。

### 宋朝
宋朝是中国古代商业最发达的朝代。没有了诸多限制，小商小贩大量涌现。只需看看《清明上河图》，就可知当时的地摊经济有多发达。当时政府设置了 专门负责管理摊贩的机构——街道司。
街道司丈量街道，为商贩规划摆摊的位置。商贩须在自己固定的位置叫卖，不可越界经营。《宋刑统》中有明文规定：诸侵街巷阡陌者，杖七十。《清明上河图》里虹桥旁边的木桩又叫表木，就是街道司为摊贩树立的分界线的标志。 

### 明清时期
明朝时期，明太祖朱元璋治国以狠著称。据《明会典》上记录，在京城，“凡侵占道路，而起盖房屋，及为园圃者，杖六十，各令复旧”；对往街上丢垃圾、放污水的，“其穿墙而出污秽之物于街巷者，笞四十。出水者勿论”。 
另外，明代对破坏公共设施、不按规定行车，以及在禁区内摆摊设点、取土作坯、随地大小便等行为，也一律“问罪”，涉事者要被强行戴上刑具，在街头示众一个月，即所谓“枷号一个月发落”。这样的城管手段不可谓不严。 
光绪三十四年(1908)，清政府民政部奏拟承认巡警道官制，将所有省原设巡警等局归并办理，专营全省巡警、消防、户籍、营缮、卫生事务，光绪皇帝很快批准了这个奏议。接着颁发了《巡警道官制并分课办事细则》。规定巡警道下设警务公所，为全省警务的执行机构。
宣统二年(1910)四月，直隶巡警道在天津成立。首任道员为舒鸿贻。随后，根据民政部拟定《各省巡警道官制并分课办事细则》规定，直隶巡警道就所治地方设置直隶警务公所，下设总务、行政、司法、卫生4科，其中卫生科《改定清道章程》，《预防时疫清洁规则》，《管理饮食物营业规则》等职能以及行政科《管理夜市执行细则》等职能为城管的相关职能。 

### 民国时期
北洋政府时期的警察制度是清末警察制度的沿袭，在城管领域的执法是由警察进行管理。
1914 年 8 月 29 日，《京师警察厅官制》（18 条）颁布，其中京师警察厅的行政处第三科主要掌管的是警卫派遣、市场及商品视察、开业歇业登记、工厂典当各商铺管理、度量衡货币管理、官私建筑审查、该镇道路桥梁审查等。维护市面上日常商业的秩序，保障商业发展的稳定，成为京师警察厅对北京城市管理的一项十分重要的内容。京师警察厅通过颁布有关的管理摊贩的规章，饬令厅下所属的各区署遵循，最后则由基层巡警来具体执行。巡警秉承警厅颁布的各项规则、条例、章程、办法、细则、公告、布告、训令、公函等，对摊贩进行严格监管。具体来说，基层巡警对摊贩管理的主要有以下四点：其一，审查摊贩营业资格；其二，维持摊贩的营业秩序，其三，打击、取缔摊贩的各种不法营业行为；其四，催收各种针对摊贩的捐税。为有效维持市面秩序，警察厅、署对摊贩的营业执照进行严格督察，对无照的摊贩勒令禁止营业或令其向区署呈请批准后再行营业。
如1925年5月8日早上7点左右，刘姓花贩挑花担摆放在西单北大街东华兴电料行门前，准备开始当天的营业。向来在该地段巡查并代售浮摊票的霍姓巡警便向其询查是否已购买浮摊票，得知其并未购买之下，令其购票一张。刘姓花贩因无钱购买浮摊票，霍姓巡警当即将他驱逐，禁止其在该处摆摊营业；如果摊贩在营业过程中有违反相关规定，情节严重者则按违警罚法办理，如 1913 年 4 月 27 日摊贩李士祥在路旁摆设食物浮摊，因不服巡警制止，该管区署根据违警律第 28 条第 2 款及第 35 条第 2 款处以李士祥行政拘留，并令其收起浮摊。
国民党政府时期，城管的职能依旧由行政警察进行履行，如上海市1945年的《上海市经常保持清洁办法》中即有规定：行政警察巡察时，应该处理随地吐痰便溺，排泄污水，抛弃纸屑果壳，跨街晒凉衣服，摊贩停搁道旁等事务。

### 共和国时期
上海解放后，摊贩到处设摊，有的在人行道及沿路的弄口，有的则成群结队成为流动摊贩，造成交通堵塞、行人拥挤的混乱状况。连最主要的道路如南京路、中正路（今延安路）、林森路（今淮海路）、金陵路等都摆满了摊贩。仅金陵路一段，就有摊贩七八千之多，严重妨碍社会治安与交通秩序。据统计，自1949年5月25日到6月2日的7日内，因摊贩问题导致的车辆肇祸，就造成了死3人伤2人的惨祸，上海市人民政府为了整顿交通，保护人民利益与安全，决定把摊贩的整治列为公安行政工作的重心。1949年6月26日，公布《管理摊贩暂行规则》，规定：凡在市区固定设摊营业者，均须具殷实铺保，向所在公安分局申领许可证。
解放之初，上海摊贩管理的组织，基本上是由市公安局领导各公安分局负责执行的，市府先公布了管理摊贩暂行规则，由公安局指定摊贩集中营业，初步划分摊位，并办理申请、登记、给证，开始建立纠察、请假制度。后因管理工作情况复杂，牵涉多方，于市府下成立摊贩整理委员会，由公安牵头负责。1949年7月11日，市公安局在天蟾舞台召开全市性摊贩会议，到会有各区摊贩代表3500余人。
为了加强摊贩管理的行政组织，市人民政府于1950年9月决定将摊贩管理工作重心由公安局移归工商局接办，摊贩整理委员会改组为摊贩管理委员会，以工商、公安、税务、工务、财政、卫生等局及区政指导处组成，以工商局为主任委员，明确有关摊贩管理的原则和方案，由委员会决定后交工商局摊贩科负责协助推行，各区成立区分会，由区人民政府工商科摊贩组办理经营管理业务。这一时期依据工商政策，在统筹兼顾的原则下，初步建立起摊贩管理的正常秩序。
1950年11月29日，上海市人民政府公布了《上海市摊贩管理暂行办法》，对原定的《管理摊贩暂行规则》作了部分修订、补充，规定经营饮食、药品、理发及洗衣等摊贩“须先经所在区卫生部门审核许可，取得证明后，始得申请登记，在营业时须遵守的事项中，增加了“不得扎彩化装、挂牌或使用响器以及高声叫唤”，“不得遮蔽街道旁消防设备”，“不得使用未经检定之度量衡器”，对于违反规定者，分别予以处分：“1.警告教育（包括具结悔过），2.1天以上10天以下之停业，3.2000元以上五万元（旧制）以下之罚款，4.撤销许可证，勒令永久停业，5.情节严重者移送人民法院”。
1982年12月11日，城乡建设环境保护部发布《城市市容环境卫生管理条例》（试行）。至此，中国大陸的城管职能从警察与工商部门正式开始移交给住建部门下的城管。

## 职权
根据《城市管理执法办法》，城市管理执法部门行使下列职权：
- 城市管理执法的行政处罚权范围依照法律法规和国务院有关规定确定，包括住房城乡建设领域法律法规规章规定的行政处罚权，以及环境保护管理、工商管理、交通管理、水务管理、食品药品监管方面与城市管理相关部分的行政处罚权。
- 需要集中行使的城市管理执法事项，应当同时具备下列条件：
  - 与城市管理密切相关；
  - 与群众生产生活密切相关、多头执法扰民问题突出；
  - 执法频率高、专业技术要求适宜；
  - 确实需要集中行使的。
  - 城市管理执法主管部门依法相对集中行使行政处罚权的，可以实施法律法规规定的与行政处罚权相关的行政强制措施。

## 争议
由于城管直接面对社会的底层群体，很多时候并没有足够有效的措施去管理、处罚违法人。且违法人经常因为自身的处境博得社会舆论的关注，从而使城管的工作更加难以进行。此外，城市职能部门将管不好、不好管的、面对社会低层群体的事务交予城管，如街头遊商（有店面的归市场监督管理部门）、违章建筑（有执照的归自然资源部门）等等，而较易规范的则留在本部门。在许多地方城管也成了各类社会矛盾的焦点。
有学者认为，实际执法过程中，由于多数下岗工人、无业遊民等弱势群体没有法律意识，且受教育水平不高，在城管执法过程中经常以胡搅蛮缠扰乱执法，或以暴力抗法，对方亦相应作出相应措施以维护法律、法规以及自身权益。城管部门本身是一个比较年轻的机构，其规范化程度还有待加强。城管执法人员的来源具有多样性，素质也参差不齐，而且，在执法中主要采用罚款、没收、强制执行等单一方法，因此，执法过程中经常出现各种易引起违法者的反感与抵抗的行为。
由于城管因暴力执法等而提升的“知名度”，城管的汉语拼音“chengguan”成为英语单词的新外来语，也成了「暴力」的同義詞。
很多人认为“城管”这个名词是新生的且係中華人民共和國独有的职能，事实上，对小摊贩与弃置物管理的城管职能从商代开始早就有迹可查，國外亦有相應法律，比如日本《道路法》、英格兰及威尔士《1982年地方政府(杂项規定)法》、中華民國《道路交通管理处罚条例》、香港《公共卫生及市政条例》、新加坡《公共环境卫生法》、美国波特兰的《城市規章》，美国华盛顿州納帕萬的《市政規章》，加拿大温哥华《街頭販賣附例》等等，由于公众误认为历史上或国外没有城管管理非法设摊，以及小摊贩的相对弱势的地位，导致在面对城管执法的时候，出现的舆情一般会相对偏向小摊贩。